# Fritz Foerster

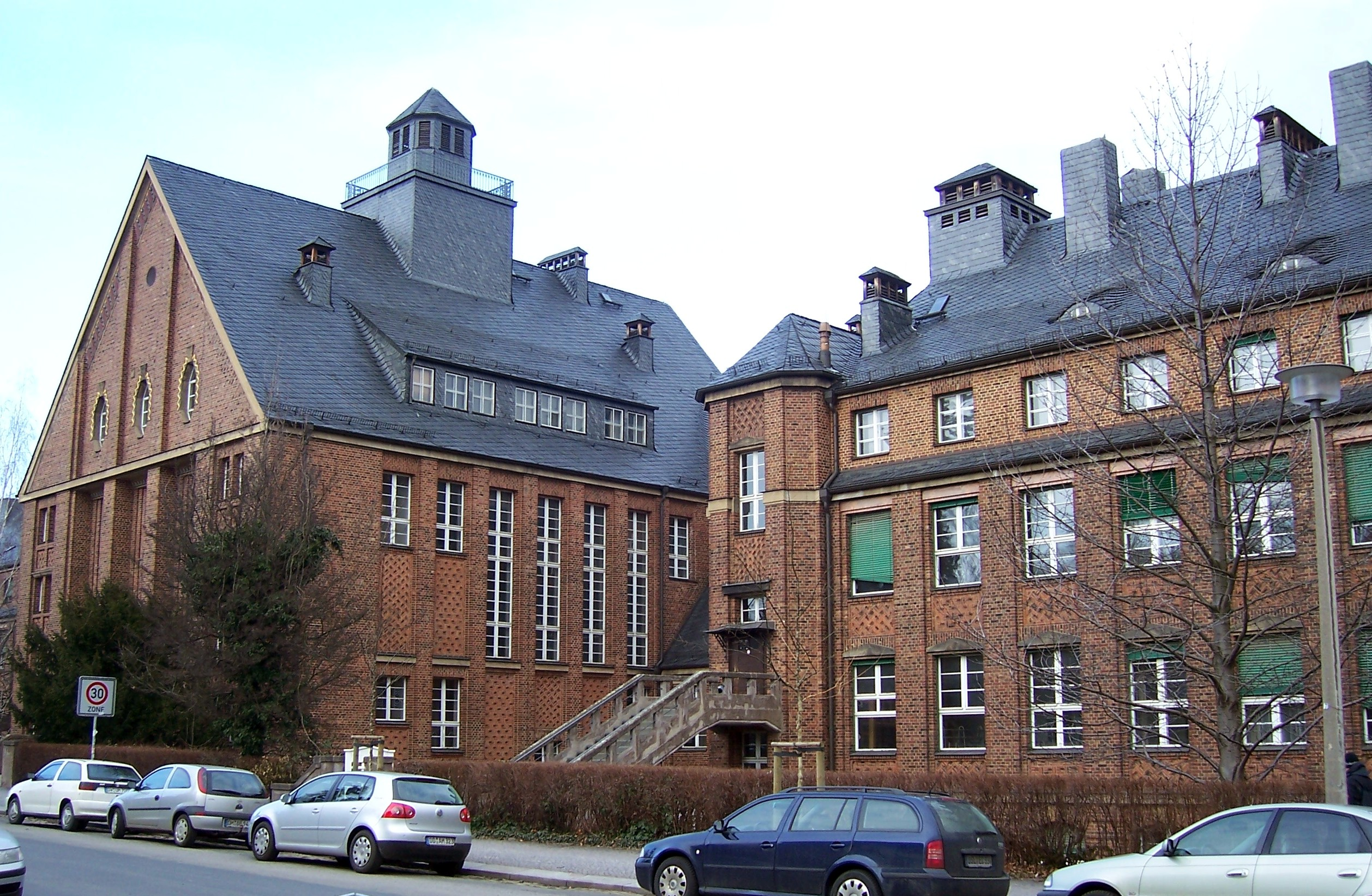
Budynek im. Fritza Foerstera na Uniwersytecie Technicznym w Dreźnie

Fritz Foerster (ur. 22 lutego 1866 w Zielonej Górze na Śląsku, zm. 14 września 1931 Dreźnie) – niemiecki chemik i nauczyciel akademicki. W roku akademickim 1917/18 był rektorem Wyższej Szkoły Technicznej w Dreźnie.
Pochodził ze starej rodziny włókienników osiadłych w Zielonej Górze w XVI wieku. Urodził się jako najstarszy syn bogatego przemysłowca i pisarza Augusta Foerstera i Anny Eichmann. Foerster bardzo wcześnie zainteresował się chemią. W młodości podczas jednego z eksperymentów stracił lewe oko. Od 1884 studiował chemię w Wyższej Szkole Technicznej Berlin-Charlottenburg. Od 1895 wykładał elektrochemię w Wyższej Szkole Technicznej w Dreźnie.
W 1898 został profesorem nadzwyczajnym, a w 1900 profesorem zwyczajnym chemii fizycznej i elektrochemii. W 1905 roku ukazał się jego podręcznik elektrochemii roztworów wodnych, długi czas uznawany za standard.
W pracy naukowej zajmował się m.in. tautomerią, elektrolizą i akumulatorem Edisona.
Od 1954 budynek Instytutu Chemii na Uniwersytecie Technicznym w Dreźnie i jeden z placów w tym mieście noszą imię Fritza Foerstera.